# Bertula aterena
Bertula aterena är en fjärilsart som beskrevs av De Joannis 1929. Bertula aterena ingår i släktet Bertula och familjen nattflyn. Inga underarter finns listade i Catalogue of Life.